# Amund Svensson
Amund Svensson (Pseudonyme u a. Thanatos Blackheart, Psy Coma und Pzy-Clone) ist ein norwegischer Musiker, der vor allem als Gitarrist von The Kovenant bekannt ist.

## Leben und Schaffen
Er war etwa ab 1993 im Umfeld der norwegischen Black-Metal-Szene aktiv, gründete mit Stian „Nagash“ Arnesen Covenant und war schließlich an allen Veröffentlichungen der Band beteiligt. Für ein Demo von Arnesens Soloprojekt Troll schrieb er Mitte der 1990er Jahre einen Liedtext und steuerte in den 2000ern für zwei Troll-Alben Loops bei. Zudem fertige er Remixe z. B. für Mortiis, Deathstars und Ad Inferna an. Inzwischen programmiert er vor allem Orchestrierungen, z. B. für Theatre of Tragedy und die Black-Metal-Band Sarkom.

## Diskografie
mit Covenant/The Kovenant
mit Troll
- 1995: Trollstorm over Nidingjuv (Demo, als Liedtexter)
- 2000: The Last Predators (als Gast)
- 2001: Universal (als Gast)

sonstige
- 2007: Mortiis, Some Kind of Heroin (Remix)
- 2009: Deathstars, Night Electric Night (Platinum Edition) (Remix)
- 2009: Theatre of Tragedy, Forever Is the World (Orchestrierung)
- 2010: Ad Inferna, DSM (Remix)
- 2011: Sarah Jezebel Deva, The Corruption of Mercy (Programmierung)
- 2014: Divine Disorder, Garden of Dystopia (Gitarre, Orchestrierung)
- 2014: Dynasty of Darkness, Empire of Pain (Keyboard, Orchestrierung)[3]
- 2015: Sarkom, Doomsday Elite (Orchestrierung)